# Payas
Ne pas confondre avec Payas (Turquie).
Pierre-Sylvain Augustin, dit Payas, est un artiste peintre haïtien né le 12 décembre 1941 à Divette, quartier de Pétion-Ville en Haïti, non loin de Soisson-la-Montagne dont il est aujourd’hui prédicateur de l’église baptiste. Cultivateur puis maçon, il découvre tardivement la peinture, lorsqu’en 1992 il devient voisin de Prospère Pierre-Louis, illustre représentant du mouvement Saint Soleil qui fit l’admiration d’André Malraux.
À partir de 1996, marqué par la mort de cet ami dont il eut la prémonition en voyant la dernière toile, il se consacre en autodidacte à une peinture profondément inspirée par le fait religieux. En 1997 il présente son travail à Tiga, le fondateur du mouvement Saint Soleil. Le maître l’encourage et l’introduit au festival de Soisson-la-Montagne. Depuis, Payas est de toutes les expositions consacrées à ce mouvement dont il est perçu comme un artisan du renouveau dans les années deux mille. Son fils, Pierrot Augustin dit Apier, a été initié par Tiga et perpétue, dans un style plus abstrait, l'héritage de ses ainés du Saint-Soleil,.

## Expositions
- Haïti, 1997 : 2e festival Saint Soleil, Soissons la Montagne
- Haïti, 1998 : 13 nouveaux Saint Soleil, Institut français, Port-au-Prince
- USA, 1998 : 13 nouveaux Saint Soleil, Banque Mondiale, Washington
- Haïti, 1999 : œuvres de Payas, galerie Bourbon Lally, Pétion-Ville
- France, 1999 : Nouveaux Saint Soleil, galerie Antoinette Jean, Paris
- USA, 2000 : Outsider Art Fair, New York
- France, 2000 : Haïti, anges et démons, Musée de la Halle Saint Pierre, Paris
- Haïti, 2001 : Saint Soleil, Programme des Nations unies pour le Développement, Port-au-Prince
- USA, 2002 : Outsider Art Fair, New York
- France, 2003 : œuvres de Payas, galerie Antoinette Jean, Paris
- Pologne, 2004 : Peintures haïtiennes[5], Université de Varsovie
- France, 2005 : Haïti : vers demain[6] (invité d'honneur),  mairie du VIème, Paris
- Pologne 2005 : Le vaudou dans la peinture haïtienne[7], Bibliothèque Jagellonne, Cracovie
- France, 2007 : Peintures haïtiennes d’inspiration vaudou[8], Bordeaux, Musée d'Aquitaine, Bordeaux
- Haïti, 2008/9 : Du naïf au contemporain[9],[10], œuvres de Jean-Louis Maxan & Payas, Institut français, Port-au-Prince
- Belgique, 2009 : Exposition de l'école de Saint-Soleil[4], galerie Lumières d'Afrique, Bruxelles
- Haïti, 2009 : Saint Soleil jodi a, œuvres de Payas, Onel, Denis Smith et St Jean-St Just[11], galerie Art Nader, Pétion-Ville
- Haïti, 2010 : Pulsions silencieuses[1], œuvres de Payas et Ery, Ateliers Jean-René Jérome, Port-au-Prince[12]
- USA, 2011 : ArteAmericas[13], Miami Beach Convention Center, Miami